# Molnár Lajos (politikus)
Molnár Lajos (Nyírbátor, 1946. október 13. – Budapest, 2015. március 23.) fül-orr-gégész szakorvos, politikus. 1997 és 1999 között a Belügyminisztérium Központi Kórháza, majd 2004-ig a Szent István Kórház főigazgatója. 2005–2006-ban a MÁV Kórház főigazgatója. 2006. június 9-étől 2007. április 6-áig egészségügyi miniszter. 2006 és 2010 között a Szabad Demokraták Szövetsége frakciójában országgyűlési képviselő.

## Orvosi pályafutása
Jogászcsaládból származott, Nyírbátorban nőtt fel. A helyi Báthory István Gimnáziumban érettségizett 1965-ben, majd a szovjetunióbeli Sztavropoli Egyetemen kezdte meg orvosi tanulmányait. 1967-ben átkerült a Debreceni Orvostudományi Egyetemre. Itt szerzett 1971-ben orvosi diplomát. 1976-ban fül-orr-gégész szakvizsgát tett. Szakorvosi diplomájának megszerzése után Salgótarjánban volt fül-orr-gégész szakorvos, majd az 1970-es évektől előbb Algériában, majd az 1980-as évek közepétől Bécsben élt és dolgozott családjával. A rendszerváltás során tért haza, 1989-ben a Tolna Megyei Balassa János Kórház osztályvezető főorvosa lett, 1992-től a budapesti Kapás utcai rendelőintézet vezetője volt. Közben a Budapesti Közgazdaságtudományi Egyetem Közgazdasági Továbbképző Intézetében 1995-ben egészségügyi menedzser szakképesítést szerzett. 1997-től, Kuncze Gábor akkori belügyminiszter támogatásával, a szakmai grémium javaslata ellenére a Belügyminisztérium Központi Kórházának, majd 1999 és 2004 között a Szent István Kórház főigazgatója volt. Utóbbi kórházból viharos körülmények között kellett távoznia. 2005–2006-ban a MÁV Kórházat vezette főigazgatói beosztásban.
Kórházi állásai mellett a Springer Hungarica Orvosi Kiadó társtulajdonosa és elnökeként is tevékenykedett, valamint az Orvosi Hetilap kiadásában vett részt az 1990-es években. Emellett hatvanöt tudományos cikk szerzője, valamint több konferencia előadója volt.

## Közéleti pályafutása
A rendszerváltás után kezdett el foglalkozni egészségpolitikai kérdésekkel. Az 1990-es években többször publikált sokszor komoly vitákat kiváltó írásokat a sajtóban. 2001-től segítette a Szabad Demokraták Szövetsége munkáját, bár a pártba nem lépett be.  Emellett a párt Liberális Egészségügyi Tanácsát vezette több éven át. Komolyabb politikai szerepet 2006-ban vállalt, amikor az országgyűlési választáson a Budapesti 22. számú egyéni országgyűlési választókerületben (Zugló egyik fele) indult a párt egyéni jelöltjeként. Az első fordulóban harmadik lett, a második forduló előtt visszalépett Csiha Judit (MSZP) javára. Emellett a párt országos listájának ötödik helyéről szerzett országgyűlési mandátumot.
Gyurcsány Ferenc kijelölt miniszterelnök a koalíciós tárgyalások során egészségügyi miniszternek jelölte. Kinevezését 2006. június 9-én vette át. Nevéhez fűződik több nagy vitát kiváltó egészségügyi törvény kidolgozása (súlyponti kórházi rendszer felállítása, patikaliberalizáció, vizitdíj stb.). Ezek az akkori parlamenti ellenzék és az egészségügyi szakma egy részének heves ellenállását váltotta ki. Minisztersége idején állították fel az Egészségügyi Felügyeletet, illetve törölték el a kötelező kamarai tagságot az egészségügyben. Megcélozta a több-biztosítós egészségbiztosítási modell bevezetését, de nem járt sikerrel. Utóbbi miatt 2007. április 6-án lemondott miniszteri tisztségéről. Ezt követően az Országgyűlés honvédelmi és rendészeti bizottságának tagja lett. Miniszteri lemondását követően nem szólalt fel az Országgyűlésben. 2010-ben miniszteri idejéről szóló könyvet adott ki Miért lettem antipatikus? címmel. A 2010-es országgyűlési választáson nem indult. 2015. március 23-án hosszú betegség után elhunyt.

## Családja
Édesapja, dr. Molnár László jogász, édesanyja Kiss Erzsébet. Nős, felesége Nagy Klára röntgenorvos. Két férjezett lányától négy unokája született: Bella Zsófia Klára, Bella Miklós István, Fülöp Fanni és Fülöp Artúr.

## További irodalom
- M. L. Válságkormányt!, Népszabadság, 2009. február 25.
- Zöld Könyv az egészségügy helyzetéről
- Joób Sándor: Nem tudtuk lebontani a szocializmust – Index.hu, interjú, 2010. február 24.